# Ben Okri
Ben Okri [ɔ'kri] (Minna, 15. ožujka 1959.), nigerijski pisac, dobitnik Nagrade Booker 1991. za roman "Cesta koja umire od gladi", svoje najpoznatije djelo.

## Životopis
Rođen na srednjem zapadu Nigerije, kao pripadnik nigerijskog naroda Urhobo. Majka je dijelom iz naroda Igbo. Rane godine provodi u Londonu pa u osnovnu školu kreće u Peckhamu. Godine 1968. obitelj se vraća u Nigeriju; njegov otac se bavi odvjetništvom u Lagosu. Studirao je na Sveučilištu u Essexu. Od 1978. živi u Engleskoj.
Piše u tradiciji postmodernizma i postkolonijalizma. Književni izraz formira pod utjecajem filozofskih djela iz očeve knjižnice (Francis Bacon, Michel de Montaigne), a među utjecajima se navode i Ezopove basne, Shakespeareov San Ivanjske noći, William Blake, Samuel Taylor Coleridge, ali i majčine priče i usmena književna tradicija njegovog naroda. Jedan od najistaknutijih suvremenih afričkih autora. Koristeći postupke magijskog realizma, piše o nigerijskoj zbilji koju prepliće s jorupskom kulturom, mitovima o nadnaravnom, vizijama i snovima. Likovi njegovih djela imaju bogat osjetilni svijet.
U prvim romanima (Cvijeće i sjene (1980.), Unutrašnji krajolici (1981.)) se služi nadrealističkim slikama kako bi prikazao korupciju i bezumlje u politički nesređenim prilikama u Nigeriji. U zbirkama priča prikazuje vezu između svijeta predmeta i svijeta duhova, bitnu u nigerijskoj kulturi i tradicijama. Nagradu Booker osvaja 1991., kao najmlađi dobitnik do tada, za roman Cesta koja umire od gladi o Azaru, duhu-djetetu ('abiku') i njegovoj potrazi za identitetom. Uspoređuju ga sa Salmanom Rushdijem i Gabrielom Garcijom Marquezom.

## Djela (nepotpun popis)
- Cvijeće i sjene (Flowers and Shadows, 1980), roman
- Unutrašnji krajolici (The Landscapes Within, 1981), roman
- Cesta koja umire od gladi (The Famished Road, 1991), roman
- Začudne pjesme (Songs of Enchantment, 1993), roman
- Beskrajna bogatstva (Infinite Riches, 1998), roman
- U Arkadiji (In Arcadia, 2002), roman
- Događaji kod svetišta (Incidents at the Shrine, 1986), zbirka priča
- Priče o slobodi (Tales of Freedom, 2009)
- Afrička elegija (An African Elegy, 1992), zbirka pjesama
- Vrijeme za nove snove (A Time for New Dreams, 2011), eseji[1]